# Dialeges pauper
Dialeges pauper är en skalbaggsart som beskrevs av Francis Polkinghorne Pascoe 1857. Dialeges pauper ingår i släktet Dialeges och familjen långhorningar.
Artens utbredningsområde är:
- Bangladesh.
- Sarawak.
- Laos.
- Madagaskar.
- Burma.
- Pakistan.
- Filippinerna.

Inga underarter finns listade i Catalogue of Life.